# Mostek přes Mlynařici
Mostek přes potok Mlynařici se nachází jihovýchodně od jádra vesnice Benátecká Vrutice v okrese Nymburk. V roce 2011 byl mostek ministerstvem kultury prohlášen kulturní památkou České republiky.

## Historie
Mostek přes potok Mlynařici byl postaven ve druhé polovině 18. století na staré silnici vedoucí z Lysé nad Labem do Benátecké Vrutice. Ve třetí čtvrtině 19. století byl mostek přestavěn.

## Popis
Mostek je jednooblouková stavba postavená ze smíšeného zdiva. Je pravděpodobné, že základ mostu byl postaven v 18. století a přestavěn v 19. století. Hlavní části mostku jsou postaveny z lomového opukového zdiva s cihelnou valenou klenbou a čely vyzděnými z cihel. Vrchol oblouku je zvýrazněn klenákem, nad nímž je do zdiva vsazen čtyřboký pískovcový sloupek zábradlí. Mostek nemá parapety a jeho koruna je ukončena malou římsou z červených cihel. U paty oblouku je použité zdivo z opracovaných pískovcových kvádrů. V roce 2013 byl mostek opraven, povrch vozovky byl vydlážděn žulovými kostkami.